# Caisse d’Epargne/Saison 2008
Dieser Artikel listet Erfolge und Mannschaft des Teams Caisse d’Epargne in der Saison 2008 auf.

## Erfolge in der UCI ProTour
Bei den Rennen der UCI ProTour im Jahr 2008 gelangen dem Team nachstehende Erfolge.
| Datum          | Rennen                                     | Fahrer              |
| -------------- | ------------------------------------------ | ------------------- |
| 9. Juni        | 1. Etappe Critérium du Dauphiné Libéré     | Alejandro Valverde  |
| 11. Juni       | 3. Etappe Critérium du Dauphiné Libéré     | Alejandro Valverde  |
| 15. Juni       | Gesamtwertung Critérium du Dauphiné Libéré | Alejandro Valverde  |
| 2. August      | Clásica San Sebastián                      | Alejandro Valverde  |
| 20. August     | Prolog Eneco Tour                          | José Iván Gutiérrez |
| 20.–27. August | Gesamtwertung Eneco Tour                   | José Iván Gutiérrez |

## Erfolge in der UCI Europe Tour
Bei den Rennen der UCI Europe Tour im Jahr 2008 gelangen dem Team nachstehende Erfolge.
| Datum           | Rennen                                     | Kat. | Fahrer              |
| --------------- | ------------------------------------------ | ---- | ------------------- |
| 12. Februar     | Trofeo Pollença                            | 1.1  | José Joaquín Rojas  |
| 17.–21. Februar | Gesamtwertung Ruta del Sol                 | 2.1  | Pablo Lastras       |
| 26. Februar     | 1. Etappe Vuelta a Valencia                | 2.1  | José Iván Gutiérrez |
| 7. März         | 4. Etappe Vuelta a Murcia                  | 2.1  | Alejandro Valverde  |
| 4.–8. März      | Gesamtwertung Vuelta a Murcia              | 2.1  | Alejandro Valverde  |
| 14. März        | 3. Etappe Tirreno–Adriatico                |      | Joaquim Rodríguez   |
| 16. März        | 7. Etappe Paris–Nizza                      |      | Luis León Sánchez   |
| 15. April       | Paris–Camembert                            | 1.1  | Alejandro Valverde  |
| 27. April       | Liège-Bastogne-Liège                       |      | Alejandro Valverde  |
| 6. Juni         | 1. Etappe Euskal Bizikleta                 | 2.HC | Daniel Moreno       |
| 28. Juni        | Spanische Meisterschaft – Einzelzeitfahren | NC   | Luis León Sánchez   |
| 29. Juni        | Spanische Meisterschaft – Straßenrennen    | NC   | Alejandro Valverde  |
| 5. Juli         | 1. Etappe Tour de France                   |      | Alejandro Valverde  |
| 11. Juli        | 7. Etappe Tour de France                   |      | Luis León Sánchez   |
| 25. Juli        | Prueba Villafranca de Ordizia              | 1.1  | Wladimir Karpez     |
| 3. August       | Subida Urkiola                             | 1.1  | David Arroyo        |
| 5.–9. August    | Gesamtwertung Burgos-Rundfahrt             | 2.HC | Xabier Zandio       |
| 31. August      | 2. Etappe Vuelta a España                  |      | Alejandro Valverde  |
| 18. September   | 18. Etappe Vuelta a España                 |      | Imanol Erviti       |
| 19. September   | 19. Etappe Vuelta a España                 |      | David Arroyo        |

## Abgänge – Zugänge
| Zugänge          |                           | Abgänge             |                         |
| ---------------- | ------------------------- | ------------------- | ----------------------- |
| Anthony Charteau | Crédit Agricole           | Wladimir Jefimkin   | Ag2r La Mondiale        |
| Fabien Patanchon | La Francaise des Jeux     | Florent Brard       | Cofidis                 |
| Arnaud Coyot     | Unibet.com                | Sébastien Portal    | Cofidis                 |
| Luis Pasamontes  | Unibet.com                | Eric Berthou        | Crédit Agricole         |
| José Rujano      | Unibet.com                | Vicente Reynés      | Team Columbia-High Road |
| Rigoberto Urán   | Unibet.com                | Alexei Markow       | Katjuscha               |
| Daniel Moreno    | Relax-GAM                 | Rubén Plaza         | Benfica                 |
| Mathieu Drujon   | Auber 93                  | Constantino Zaballa | LA-MSS                  |
| Marlon Pérez     | Universal Caffè-Ecopetrol | Aitor Pérez         | Extremadura-Spiuk       |
|                  |                           | Marco Fertonani     | Dopingsperre            |

## Mannschaft
| Name                | Geburtstag         | Nationalität |
| ------------------- | ------------------ | ------------ |
| David Arroyo        | 7. Januar 1980     | Spanien      |
| Anthony Charteau    | 4. Juni 1979       | Frankreich   |
| Arnaud Coyot        | 6. Oktober 1980    | Frankreich   |
| Mathieu Drujon      | 1. Februar 1983    | Frankreich   |
| Imanol Erviti       | 15. November 1983  | Spanien      |
| José Vicente García | 4. August 1972     | Spanien      |
| José Iván Gutiérrez | 27. November 1978  | Spanien      |
| Joan Horrach        | 27. März 1974      | Spanien      |
| Wladimir Karpez     | 20. September 1980 | Russland     |
| Pablo Lastras       | 20. Januar 1976    | Spanien      |
| David López García  | 13. Mai 1981       | Spanien      |
| Alberto Losada      | 28. Februar 1982   | Spanien      |
| Daniel Moreno       | 5. September 1981  | Spanien      |
| Luis Pasamontes     | 2. Oktober 1979    | Spanien      |
| Fabien Patanchon    | 14. Juni 1983      | Frankreich   |
| Óscar Pereiro       | 3. August 1977     | Spanien      |
| Francisco Pérez     | 22. Juli 1978      | Spanien      |
| Marlon Pérez        | 10. Januar 1976    | Kolumbien    |
| Mathieu Perget      | 18. September 1984 | Frankreich   |
| Nicolas Portal      | 23. April 1979     | Frankreich   |
| Joaquim Rodríguez   | 12. Mai 1979       | Spanien      |
| José Joaquín Rojas  | 2. Juni 1985       | Spanien      |
| José Rujano         | 18. Februar 1982   | Venezuela    |
| Luis León Sánchez   | 24. November 1983  | Spanien      |
| Rigoberto Urán      | 26. Januar 1987    | Kolumbien    |
| Alejandro Valverde  | 25. April 1980     | Spanien      |
| Xabier Zandio       | 17. März 1977      | Spanien      |